# Улица Гоголя (Калуга)
Улица Гоголя — улица в исторической части Калуги, проходит от улицы Добровольского до улицы Академика Королёва. Одна из границ Сквера имени Н. В. Гоголя. Короткая, менее 300 м, улица в городе

## История
Современной улице название дано в честь великого русского писателя Н. В. Гоголя (1809—1852). Гоголь побывал в Калуге летом 1849 году по приглашению А. О. Смирновой-Россет, жены калужского губернатора Н. М. Смирнова. Николай Васильевич остановился в деревянном флигеле вблизи дачи губернатора у Городского сада (ныне — территория Парка имени Циолковского). В Калуге Гоголь работал над вторым томом «Мертвых душ», отрывки написанного он читал в салоне А. О. Смирновой-Россет. Александра Осиповна вместе со своим братом, Львом Арнольди, стали первыми его слушателями.
Творчество писатель совместил со знакомством с городом, чему уделил много времени. Рассчитывая найти здесь новый материал для своего произведения, он знакомился с лавочниками Гостиного двора, купечеством Калуги. Ради Гоголя к обеду у губернатора в его доме приглашались городские чиновники, Гоголь был с ними любезен, а они под разными предлогами старались избегнуть общения, опасаясь, что он «опишет их». Дом, в котором останавливался Гоголь в Калуге, был разрушен (сгорел) в 1920 году. Позднее рядом с местом его нахождения установлен мемориальный обелиск работы калужского скульптора Е. Д. Никифоровой-Кирпичниковой. До Революции Гоголевской была другая (современная Академика Королёва) улица, современной улицы ещё не существовало.

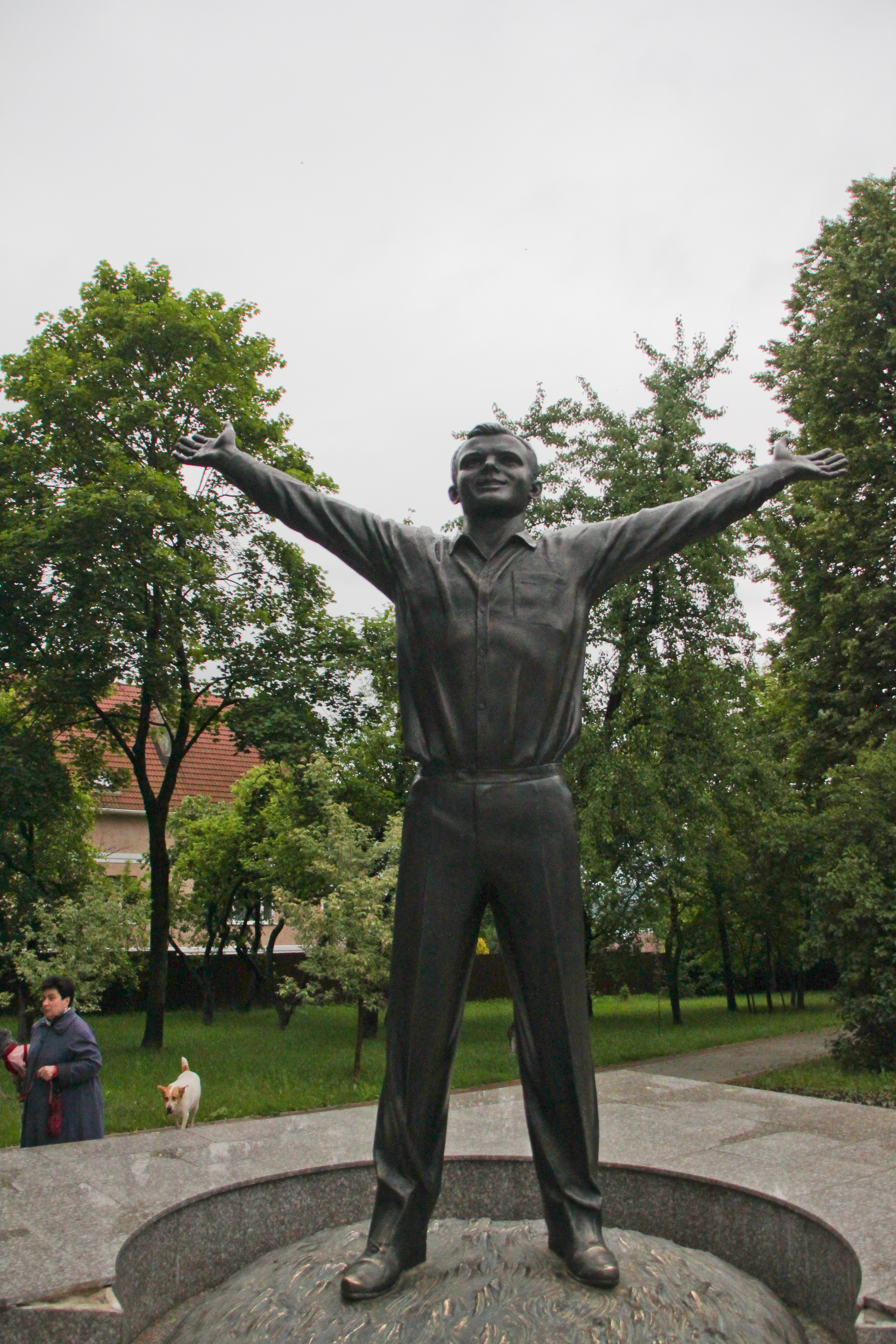
Памятник Гагарину

В 1914—1915 годах в районе улицы был построен «Турецкий» (Железнодорожный) дом. В строительстве принимали участие пленные турки, среди них Мустафа Субхи, в будущем — один из основателей коммунистической партии Турции. Здание использовалось как военный госпиталь, общежитие, в нем обустраивалась синагога, ведомственный архив.
25 августа 1955 года в сквере, названном в честь Гоголя, был торжественно установлен чудом сохранившийся бюст писателя работы М. И. Домбровской. При строительстве здания областной администрации в 1970‑е годы бюст перенесли во внутренний двор средней школы № 22 в районе Хрустальной улицы. Ныне место дома отмечает памятник писателю, открытый 4 сентября 2014 года в присутствии Калужского губернатора Анатолия Артамонова и министра культуры Владимира Мединского, автор памятника — скульптор Александр Смирнов, идея установить памятник Гоголю в Калуге принадлежит актёру и режиссеру Валерию Золотухин.
9 апреля 2011 года, в честь 50-летия первого полёта человека в космос, на улице Гоголя, в Сквере имени Н. В. Гоголя был установлен памятник Юрию Гагарину.
В декабре 1969 года между Калугой и западногерманским городом Зуль была достигнута договоренность о заключении побратимских отношений, их предполагалось распространить на область культуры, искусства и экономики, в марте 2022 года отношения были подтверждены. В честь города побратима названы расположенные на улице ресторан и гостиница

## Достопримечательности

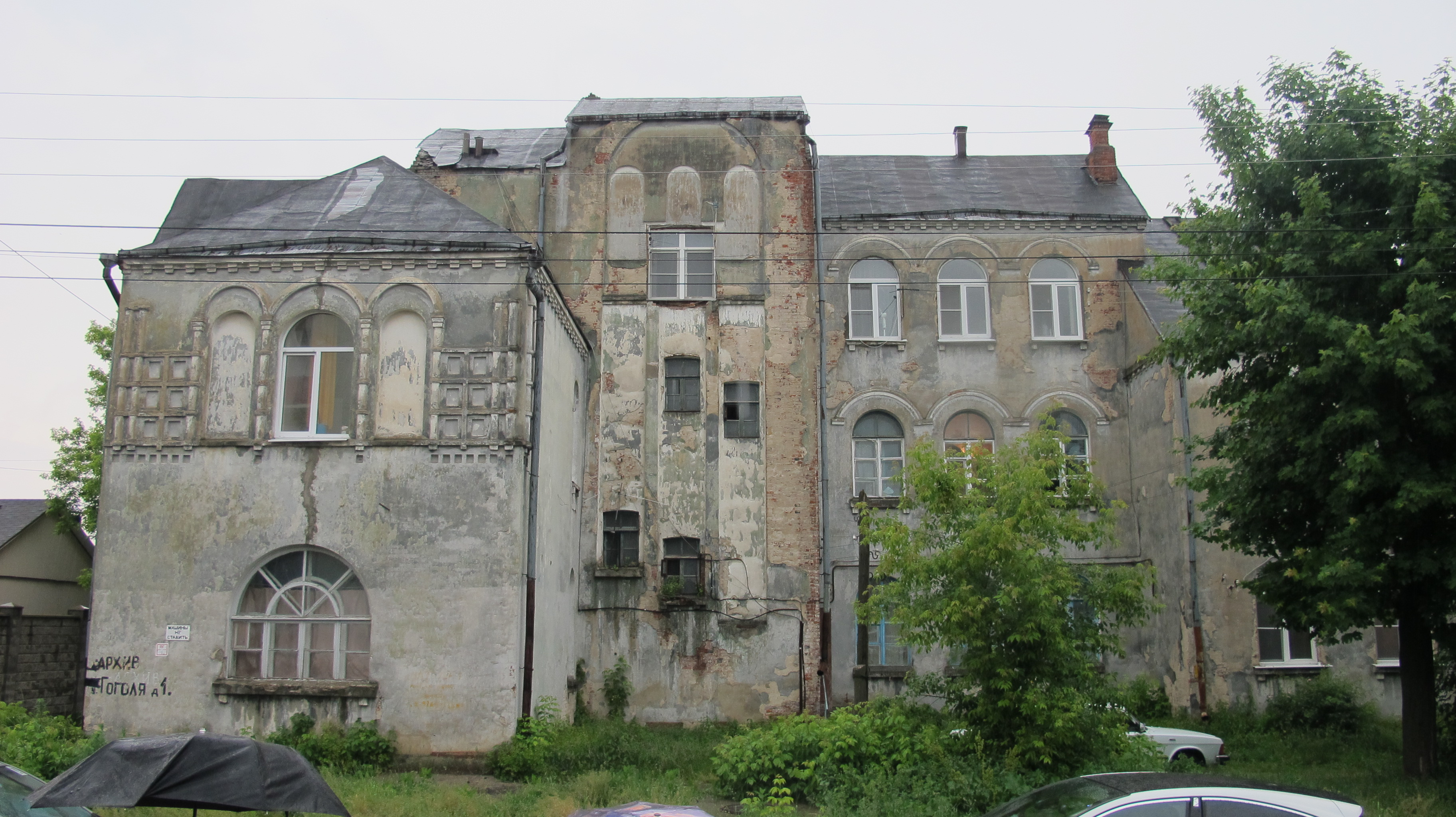
Дом железнодорожников

Памятник Юрию Гагарину в честь 50-летия первого полёта в космос.
д. 1 — Дом железнодорожников (1914)
д. 2 — Гостиница «Зуль»

## Известные жители
26 февраля 2017 года на д. 1 появились таблички «Последнего адреса».